# Sean Hopper
Sean Thomas Hopper (San Francisco, 31 marzo 1953) è un tastierista e compositore statunitense noto prevalentemente per essere il tastierista degli Huey Lewis and the News.

## Carriera
È uno dei membri fondatori della band di San Francisco, ed è presente in tutti gli album della band.
Vanta inoltre una lunga collaborazione con Elvis Costello e con Richard Elliot.

## Discografia

### Solista
- Motion-Bandet 2